# Махмудов Арзі
Арзі Махмудов (1910, тепер Узбекистан — 1970, тепер Узбекистан) — радянський узбецький діяч, 1-й секретар Кашкадар'їнського, Кара-Калпацького і Самаркандського обласних комітетів КП Узбекистану. Депутат Верховної ради Узбецької РСР. Депутат Верховної Ради СРСР 4-го і 6-го скликань.

## Життєпис
Народився в селянській родині.
У 1929—1940 роках — вчитель початкової школи (Карадар'їнський, Булунгурський, Жамбайський райони), завідувач початкової школи (Жамбайський район Узбецької РСР), завідувач Жамбайського районного відділу народної освіти Самаркандської області.
У 1940—1943 роках — голова виконавчого комітету Жамбайської районної ради депутатів трудящих Самаркандської області.
Член ВКП(б) з 1941 року.
У 1943—1946 роках — 1-й секретар Пахтакорського районного комітету КП(б) Узбекистану Самаркандської області.
У 1946 році — 3-й секретар Самаркандського обласного комітету КП(б) Узбекистану.
У 1946—1950 роках — голова виконавчого комітету Самаркандської обласної ради депутатів трудящих.
У 1950 — січні 1952 року — 1-й секретар Кашкадар'їнського обласного комітету КП(б) Узбекистану.
У січні 1952 — 1956 року — 1-й секретар Кара-Калпацького обласного комітету КП Узбекистану.
У 1956—1958 роках — слухач Курсів перепідготовки при Вищій партійній школі при ЦК КПРС.
У 1958—1959 роках — голова виконавчого комітету Самаркандської обласної ради депутатів трудящих.
У 1959 — грудні 1962 року — 1-й секретар Самаркандського обласного комітету КП Узбекистану.
У грудні 1962 — квітні 1964 року — 1-й секретар Самаркандського сільського обласного комітету КП Узбекистану.
З квітня 1964 року — заступник голови виконавчого комітету Самаркандської обласної ради депутатів трудящих.
Помер у 1970 році.

## Нагороди
- три ордени Леніна
- орден Вітчизняної війни ІІ ст.
- орден Трудового Червоного Прапора
- орден Червоної Зірки
- орден «Знак Пошани»
- медалі